# Dziura normandzka

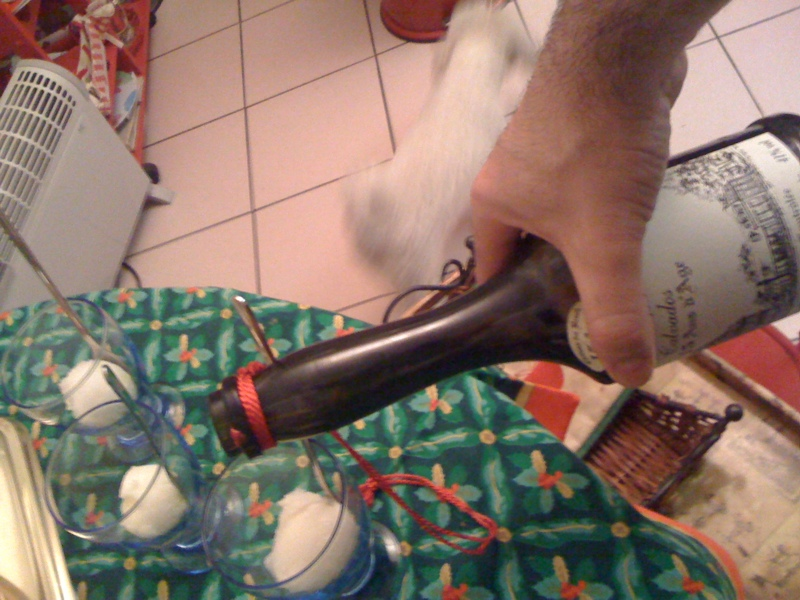
Przygotowania do trou normand

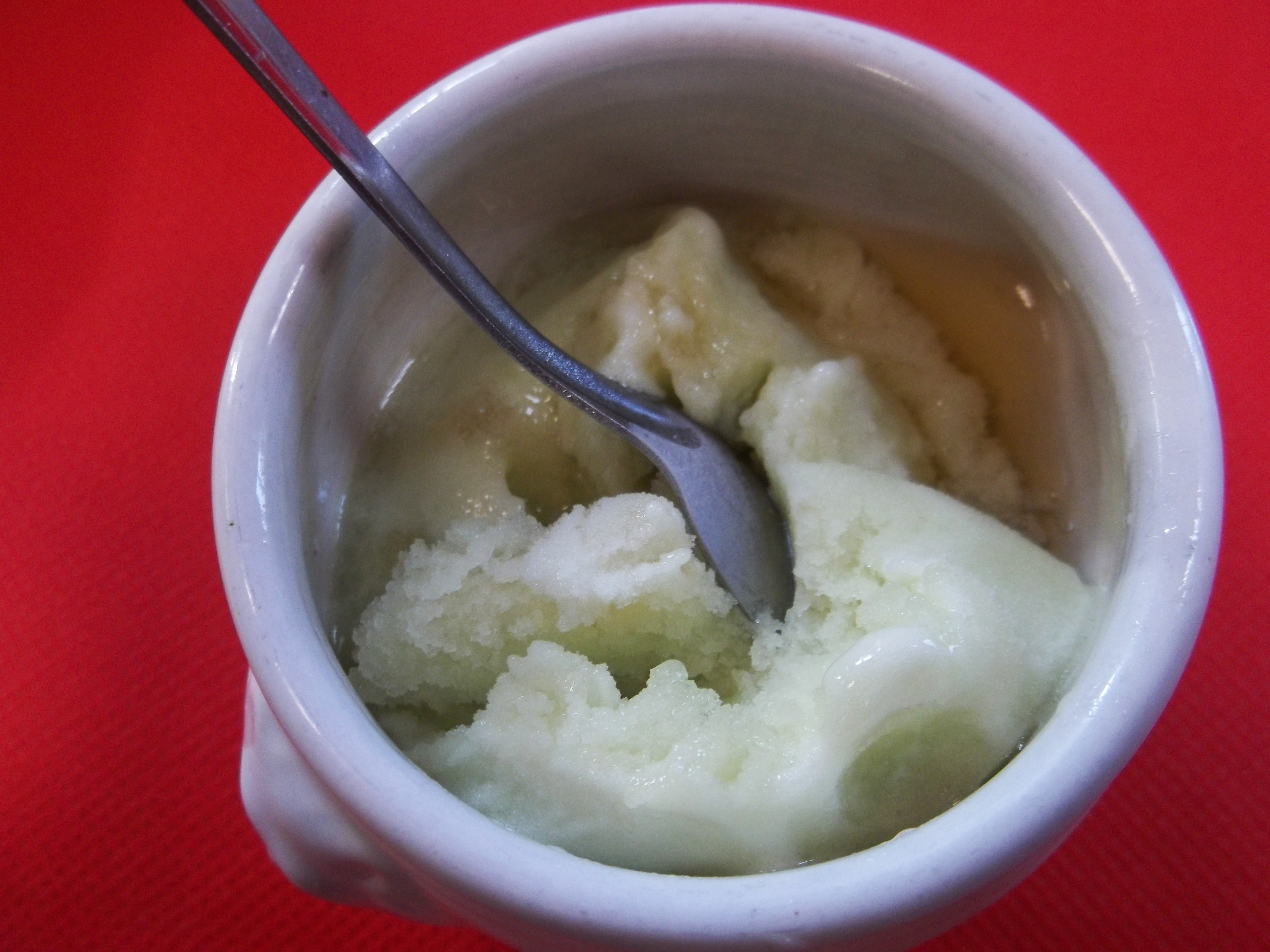
Sorbet jabłkowy polany calvadosem

Le trou normand, dosłownie normandzka dziura – stary francuski zwyczaj gastronomiczny polegający na wypiciu małego kieliszka calvadosu albo zjedzeniu niewielkiej porcji sorbetu jabłkowego polanego calvadosem w trakcie posiłku między jednym daniem a drugim. Dotyczy to zwłaszcza obfitych posiłków podczas świąt czy uroczystości weselnych. Ma na celu pobudzenie apetytu, wzmocnienie trawienia i przygotowanie żołądka na przyjęcie kolejnych potraw.

## Geneza
Trudno dokładnie określić, kiedy zwyczaj ten, wywodzący się ze starszego coup du milieu ("kieliszek pośrodku posiłku"), wszedł w użycie. Zdaniem Jeana Collin, profesora Uniwersytetu w Caen i członka Grand Ordre du Trou Normand, des Calvados, Cidres et Pommeau aluzje do trou normand można znaleźć w dziełach dziewiętnastowiecznych normandzkich pisarzy, m.in. w powieści Gustawa Flauberta Bouvard et Pécuchet (1881). W tym okresie trou normand pojawia się w kartach restauracji. Później nazwę tę zaczęto zastępować peryfrazami: „uśmiech ochrzczonego”, „róża komunikanta” czy „pocałunki nowożeńców”. Wersja normandzkiej dziury z wykorzystaniem sorbetu pojawiła się dopiero w latach 60. XX wieku. Obecnie wielu restauratorów odchodzi od tradycji podawania normandzkiej dziury.

## Warianty regionalne
Dziura normandzka ma swoje warianty w innych częściach Francji, polegające na wykorzystaniu regionalnych trunków. W przypadku trou gascon jest to armaniak lub koniak, trou lorrain - sorbet z mirabelek oraz eau-de-vie lub likier z mirabelek, trou bourguignon - sorbet jabłkowy, cytrynowy lub malinowy oraz marc de Bourgogne, ratafia lub fine de Bourgogne, trou champenois - sorbet jabłkowy lub grejpfrutowy oraz marc de champagne lub szampan.

## Bractwo
Tradycyjnych metod produkcji calvadosu i kultury jego picia wraz z rytuałem trou normand od 1997 roku strzeże normandzkie bractwo Grand Ordre du Trou Normand, des Calvados, Cidres et Pommeau. Bractwo kontynuuje tradycje starszego stowarzyszenia - Confrérie des Chevaliers du Trou Normand założonego w 1966 roku w Vimoutiers. Dewizą bractwa jest hasło "Bois peu mais bon" ("pij mało lecz dobrze"), a hymn głosi:
Ami lève ton verre

Car voici le moment

D’un trait et sans manière

De faire le Trou Normand

Calvados pure eau-de-vie

Tu nous aides à digérer

Et dans notre confrérie

Tu es l'âme des chevaliers

A faire le trou normand

[Przyjacielu, unieś kieliszek

bo oto nadszedł czas,

by jednym haustem

i bez zbędnych gestów

zrobić trou normand

Calvadosie, czysta okowito,

ty nam pomagasz w trawieniu

W naszym bractwie kawalerom

sił dodaje trou normand]

## Odniesienia w kulturze
W filmie Panowie, dbajcie o żony (La Zizanie, 1978) przemysłowiec Guillaume Daubray-Lacaze (w tej roli Louis de Funès) podczas obiadu proponuje swoim japońskim gościom trou normand, opisując ten rytuał jako "stary francuski zwyczaj, tak jak harakiri jest starym zwyczajem japońskim".